# Marie Colombier

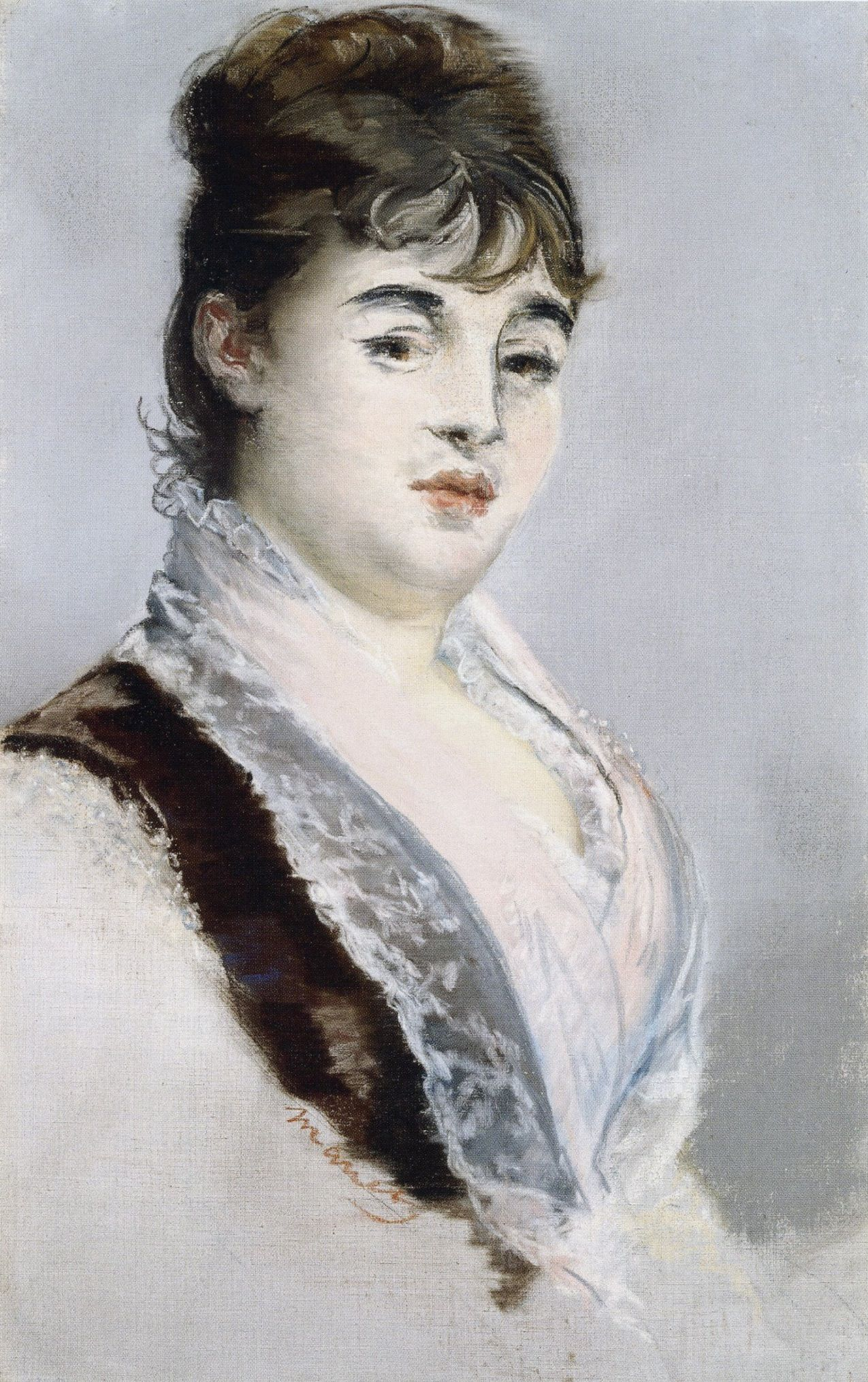
Édouard Manet: Marie Colombier (1879/80)

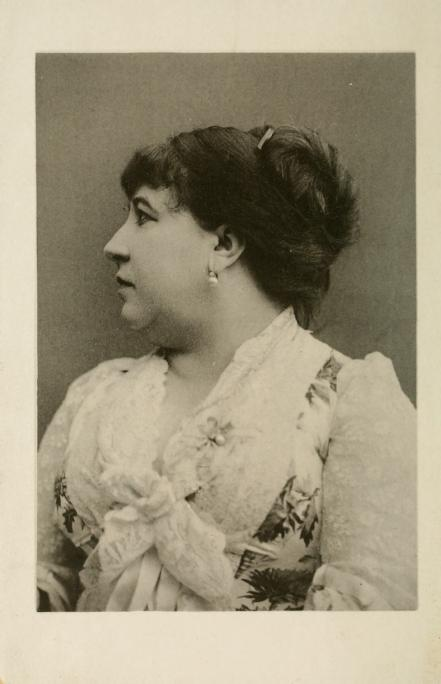
Marie Colombier (1884)

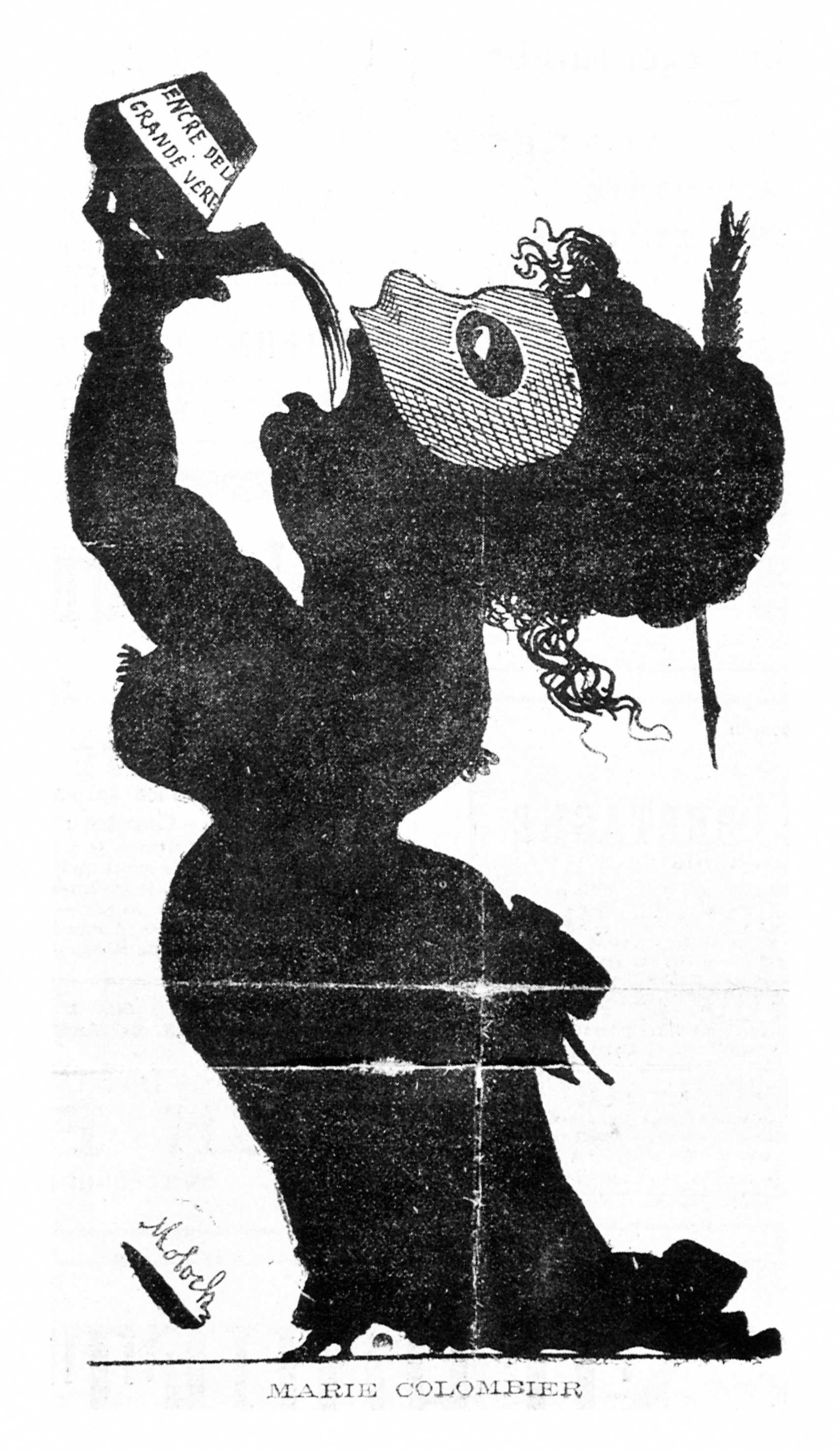
Karikatur von Hector Moloch (1884)

Anne Marie Thérèse Colombier (geboren 28. November 1844 in Auzances; gestorben 30. August 1910 in Garches) war eine französische Schauspielerin und Schriftstellerin.

## Leben
Marie Colombier kam im Alter von sieben Jahren mit ihrer Mutter aus dem Creuse nach Paris. Mit 15 Jahren ging sie nach Brüssel, um dort bei Jean-Baptiste Quélus am Theatre La Monnaie Schauspielunterricht zu erhalten. 1862 war sie wieder in Paris und besuchte das Conservatoire national supérieur d’art dramatique.
Colombier begann ihre Theaterkarriere wie Zolas „Nana“, mit der freizügigen Darstellung ihrer Reize. Ihre erste größere Rolle erhielt sie 1864 am Théâtre du Châtelet. Sie trat in den Folgejahren auch am Théâtre de la Gaîté, am Théâtre de l’Ambigu-Comique und am Théâtre de l'Odéon auf. Eine Zeit tourte sie durch Frankreich und machte Abstecher nach Neapel und Berlin. 
Sie konkurrierte mit der gleichaltrigen Schauspieldiva Sarah Bernhardt. 1881 sah sie sich als Begleiterin der Bernhardt auf einer Gastspielreise in die USA zurückgesetzt und veröffentlichte daraufhin 1883 die Schmähschrift Les Mémoires de Sarah Barnum. Der Schriftsteller Octave Mirbeau auf Seiten der Bernhardt und Paul Bonnetain, zu der Zeit Colombiers Liebhaber und Schreiber (nicht nur?) des Vorworts, duellierten sich für die Ehre ihrer Damen. Laut einem Zeitungsbericht auf der Klatschseite des New York Herald vom 20. Dezember 1883 seien Bernhardt, deren Sohn und der Schriftsteller Jean Richepin in Colombiers Wohnung eingedrungen, um Rache zu nehmen. Colombiers Schrift wurde zwar beschlagnahmt, sie erzielte trotzdem vielfache Auflagen und brachte ihr ein Vermögen ein.
Colombier zog sich als Darstellerin von der Bühne zurück und inszenierte 1884 das eigene Stück Bianca mit mäßigem Erfolg in Versailles. Sie verfasste mehrere Romane sowie ihre Memoiren. Colombier wurde auf dem Cimetière du Père Lachaise bestattet, die Grabstelle ist erhalten.

## Werke (Auswahl)

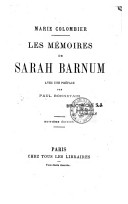
Les mémoires de Sarah Barnum (1883)

- Le voyage de Sarah Bernhardt en Amérique. Ouvrage illustrè. Paris : Dreyfous, 1881
- Carnets d'une Parisienne. Novellen. Paris : Marpon & Flammarion, 1882
- Les mémoires de Sarah Barnum. Roman. Paris : Chez tous les Libraires, 1883. 2016, ISBN 978-2-346-04928-8
  - Die Memoiren der Sarah Barnum. Übersetzung. Budapest : Pallas, 1884
- Affaire Marie Colombier - Sarah Bernhardt, les pièces à convictions. Paris, 1884
- Bianca. Drama. 1884
- Mères et filles. Roman. 1885
- La plus jolie femme de Paris. Roman. Paris : Marpon & Flammarion, 1887
- Courte et bonne. Paris : Flammarion, 1888
- Nathalie : on en meurt. Paris : Flammarion, 1888
- Le Pistolet de la petite baronne. Paris : Marpon & Flammarion, 1890
- Mémoires fin d'empire. Préface par Armand Silvestre. Paris : Flammarion, 1898
- Mémoires fin de siècle 1898-1900. Paris : Flammarion, 1899
- Mémoires fin de tout. Paris : Flammarion, 1900

## Literatur

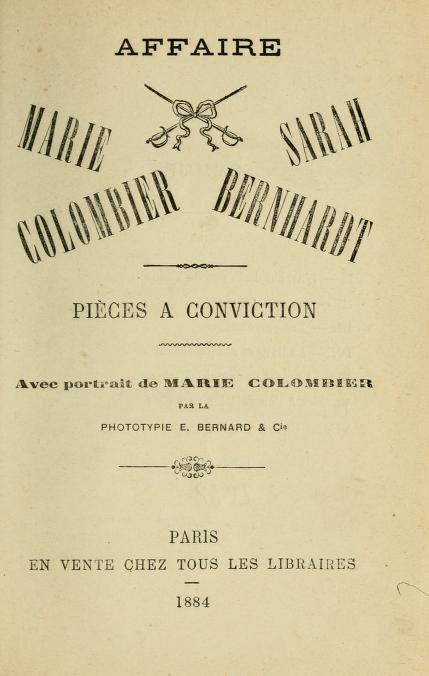